# Висша лига (волейбол)
Националната волейболна Висша лига е второто ниво на националното първенство по волейбол за мъже в България. Редовният сезон на първенството е разделено на Източна и Западна група. Първенците от двете групи играят плейоф за шампионската титла. Първенството се състои от 14 отбора.

## Отбори сезон 2020 – 2021

### Западна група
- ВК Миньор (Перник)
- ВК Софийски университет (София)
- ВК Сливнишки герой (Сливница)
- ВК Етрополе (Етрополе)
- ВК Люлин (София)
- ВК Ботев (Ихтиман)
- ВК Звездец (Горна Малина)
- ВК Град (Белоградчик)

### Източна група
- ВК Раковски-1964 (Севлиево)
- ВК Дея спорт (Бургас)
- ВК Черноморец Бяла - 2008 (Бяла)
- ВК Родопа (Смолян)
- ВК Елит - Силистра (Силистра)
- ВК Попово 09 (Попово)